# Azochis ruscialis
Azochis ruscialis là một loài bướm đêm trong họ Crambidae.